# Cour des senteurs
La Cour des senteurs, un site originellement consacré à la culture des parfums, a été inauguré en 2013 à Versailles, France. Le bâtiment à l'entrée était « La Maison des parfums », un espace de présentation sur l’histoire et la culture des parfum. Elle a été remplacée par une restauration en 2018.

## Localisation
Elle se situe 8, rue de la Chancellerie, à Versailles (Yvelines), à 100m de la Place d'Armes, devant le château de Versailles.

## Histoire de l'immeuble
Le bâtiment à l'entrée était une extension d’une propriété de Philippe de Courcillon, marquis de Dangeau. Il a ensuite été affecté aux gardes du corps du comte de Provence, future Louis XVIII.
La construction du bâtiment a commencé en XVIIe siècle, et l’extension a été créée au XIXe siècle.
En 1930, les toitures et façades de l’immeuble ont été inscrites au titre des monuments historiques.
En 2012, le Groupe François 1er, spécialisé dans la réhabilitation de bâtiments historiques, requalifie la Cour des Senteurs, en y créant 14 logements et 8 commerces.
En 2013, la Cour des senteurs a été inaugurée dans le cadre de l’« Année Le Nôtre ».
« La première Cour qui s’inscrit dans la trame du premier ordonnancement urbain de 1685, conçu par Le Nôtre et Le Vau autour de la place d’Armes, était devenu, au fil du temps, un îlot urbaine enclavé et très dégradé » dit François de Mazières, député-maire de Versailles. Afin de revaloriser le lieu, la ville a lancé ainsi un projet « la Cour des senteurs » qui représente une traversée urbaine entre la Place d’Armes et le quartier Saint-Louis.

## Restauration
- Maître d’ouvrage : Ville de Versailles
- Maitre d’œuvre : Pour le projet initial « Maison des Parfums », Philippe Pumain, architecte et muséographe, en collaboration avec Élisabeth de Feydeau, historienne des parfums. La Maison a été remplacée par une restauration en 2018.

Les bâtiments autour de la Cour ont été modifiés pour mieux accueillir les visiteurs à l’espace public.
« Le débord de la devanture existante a été modifié car, à cet endroit de la rue de la Chancellerie, le trottoir n’étant pas très large, il fallait anticiper les flux des visiteurs, tout en rendant cette partie de l’espace public plus attractive.  Deux extensions côté cour ont également démolies. Enfin, la façade sur rue du bâtiment de la Maison des Parfums a été restructurée selon l’esthétique des parfumeries d’antan », dit Philippe Pumain.

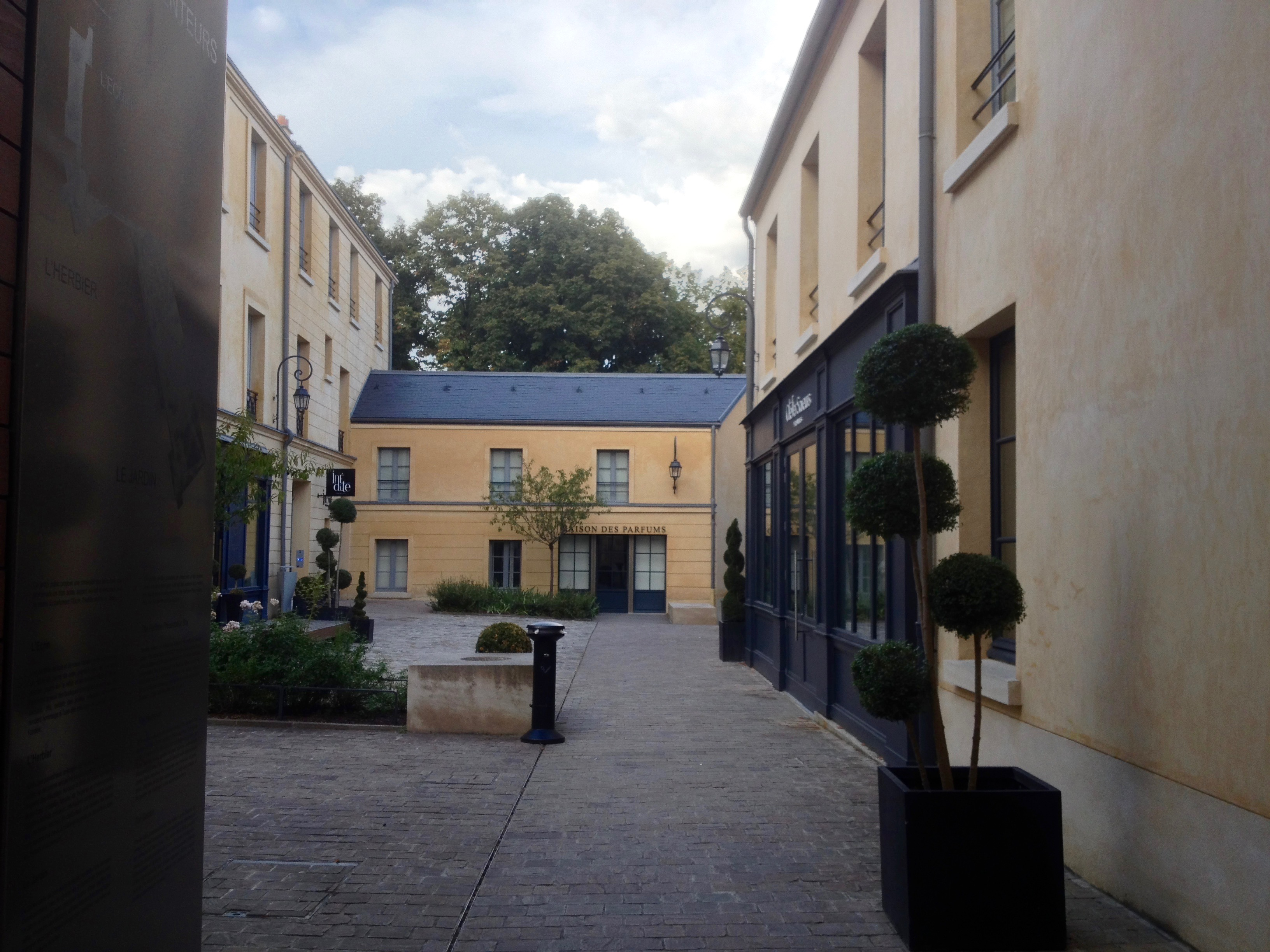
La Cour des Senteurs.
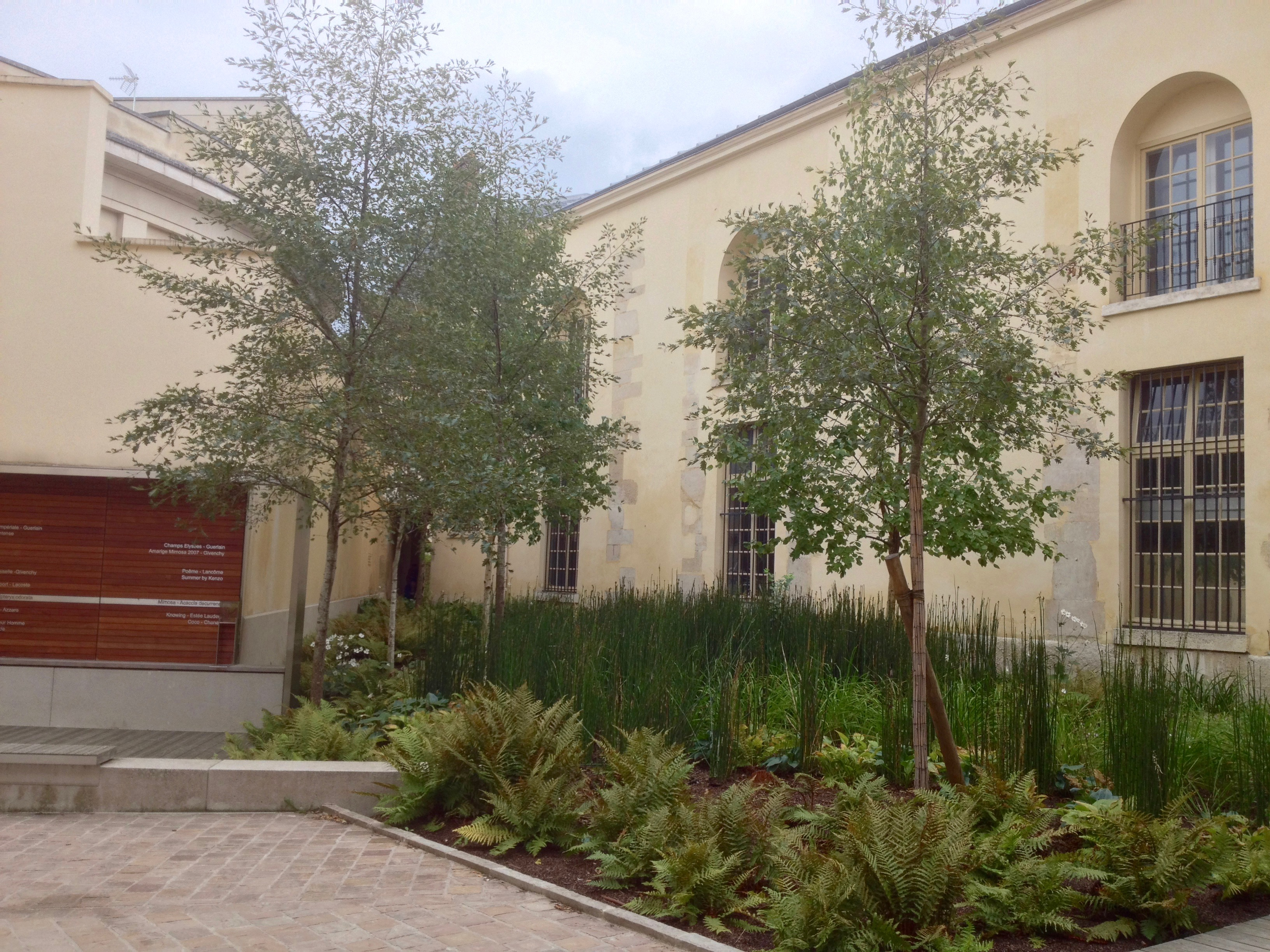
Petit square avec les notes sur les parfums, de la Cour des Senteurs, Versailles.
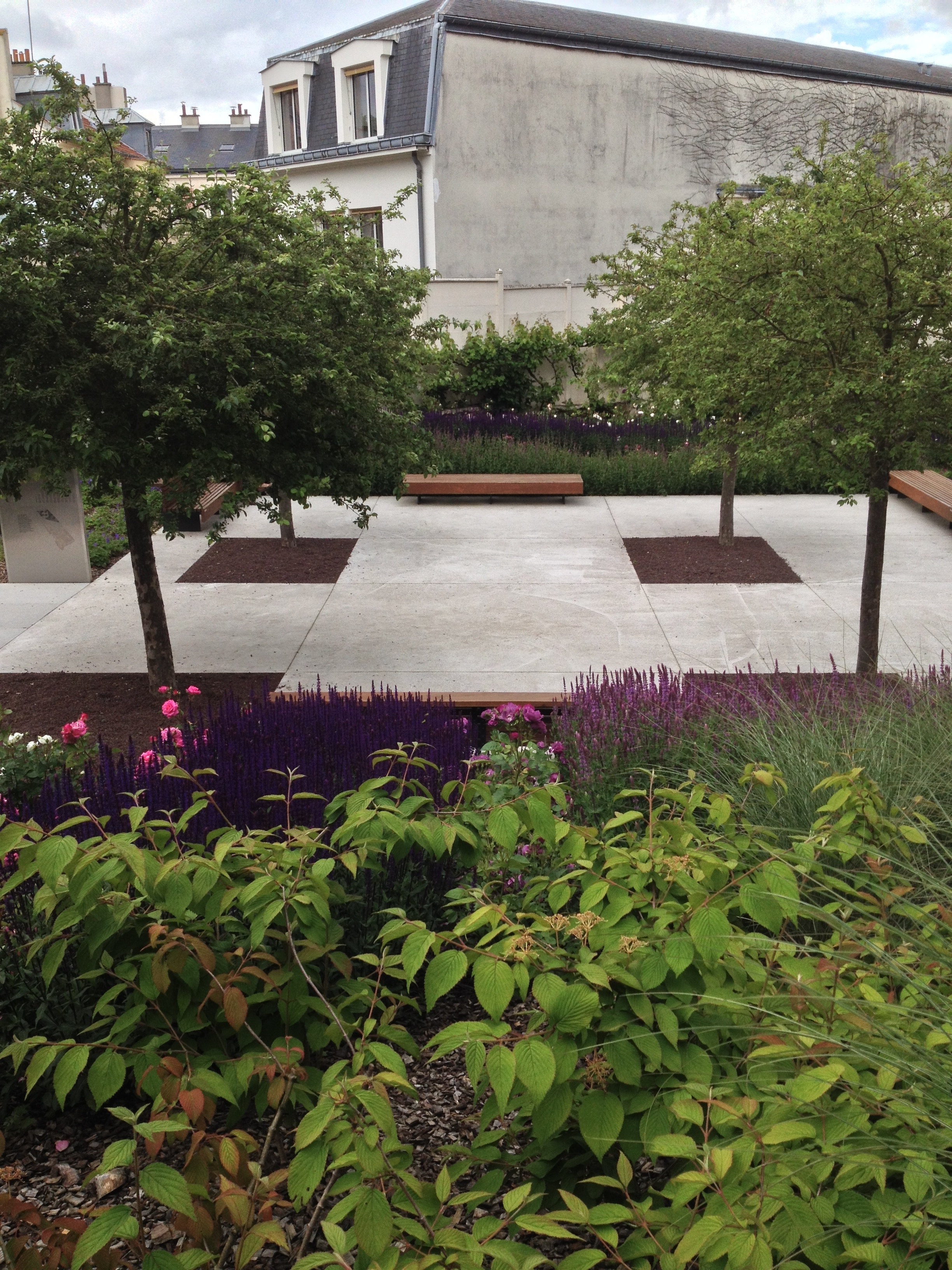
Jardin des Récollets ou Jardin des Senteurs.

## Structure de la Cour des Senteurs
L'ensemble immobilier de la Cour des Senteurs est adossé à l'ancien Couvent des Récollets.
Derrière de la Maison des Senteurs :
- la Cour : les enseignes prestigieuses et les restaurations nous accueillent dans la cour.
- le Carré végétal : au fond, un carré consacré aux notes olfactives nous attire.
- le Jardin des Senteurs/ Jardin des Récollets: le Carré nous amène au "Jardin des Senteurs", désigné par Nicolas Gilsoul[6], architecte et paysagiste.  Le jardin était une partie du domain du Couvent des Récollets, et était une fois aménagé et ouvert en 2001 comme "Jardin des Récollets" par Etienne Pinte, député-maire de Versailles. A l'occasion du projet de la Cour des Senteurs, la ville l'a renouvelé à nouveau.

Au delà, le quartier Saint-Louis nous attend dans une ambiance chic et populaire.
L’ensemble de la Cour des Senteurs est un beau passage qui nous fait découvrir la culture, l’histoire et la nature à la fois.

## Sites historiques au quartier Saint-Louis
- la Salle du Jeu de Paume
- la Cathédrale Saint-Louis
- le Potager du Roi
- le Parc Balbi

## Collaboration
Les certaines organisations collaborent avec la ville de Versailles pour les événements qui ont lieu à la Cour des Senteurs.
- ISIPCA[7] (Institut Supérieur International de la Parfumerie, Cosmétique et Aromatique Alimentaire)
- Osmothèque[8], Conservatoire International des Parfums